# Gerhardt Gröschke
Gerhardt Gröschke (* 1948 in Brieskow-Finkenheerd; † 1995) war ein Theaterwissenschaftler, Dramaturg und Schriftsteller. 

## Leben und Werk
Gröschke besuchte die Schule bis zur 10. Klasse, erhielt dann eine kombinierte Berufsausbildung als Elektromonteur mit Abitur im Eisenhüttenkombinat Ost. Er studierte bis 1973 an der Theaterhochschule Hans Otto in Leipzig. Danach war er Dramaturg am Theater der Altmark Stendal und am Kleist-Theater Frankfurt (Oder). Seit 1981 war er freischaffender Schriftsteller und seit 1992 Mitglied im ZDF-Fernsehrat. Nach der Wende leitete er das Jugendzentrum MIKADO in Frankfurt (Oder).
Er schrieb Gedichte, Erzählungen, Hörspiele, Theaterstücke, Kinderbücher und Romane.

## Preise und Auszeichnungen
- 1985 Kleist-Kunstpreis

## Werke
Gedichte und Erzählungen in Anthologien und literarischen Schriften (ndl, Temperamente, Spiritus, die fähre/prom)
Hörspiele (Bearbeitung)
- 1978: Brüder Grimm: Aschenputtel – Regie: Mirjana Erceg Hawemann (Kinderhörspiel – Litera)
- 1978: Brüder Grimm: Dornröschen – Regie: Heiner Möbius (Kinderhörspiel – Litera)
- 1978: Brüder Grimm: Schneewittchen – Regie: Mirjana Erceg Hawemann (Kinderhörspiel – Litera)
- 1979: Maxim Gorki: Jewsejkas Besuch im Meer – Regie: Rüdiger Zeige (Kinderhörspiel – Rundfunk der DDR)
- 1980: Brüder Grimm: Das tapfere Schneiderlein – Regie: Dieter Wardetzky (Kinderhörspiel – Litera)
- 1980: Brüder Grimm: Der Fischer und seine Frau – Regie: Dieter Wardetzky (Kinderhörspiel – Litera)
- 1980: Brüder Grimm: Die Gänsehirtin am Brunnen – Regie: Rüdiger Zeige (Kinderhörspiel – Rundfunk der DDR)
- 1982: Brüder Grimm: Ilsabell – Regie: Rüdiger Zeige (Kinderhörspiel nach Vom Fischer und seiner Frau – Rundfunk der DDR)

Hörspiele (Autor)
- 1984: Unerwarteter Besuch – Regie: Rüdiger Zeige (Kinderhörspiel – Rundfunk der DDR)
- 1994: Unser lieber toller Hund – Regie: Beate Rosch (Kinderhörspiel – Sender Freies Berlin)
- 1995: Soll ich meines Bruders Hüter sein? (Hörspielwettbewerb, unvollendet – ORB)

Theaterstücke
- "Hochwasser", Uraufführung 1978 Deutsches Theater Berlin
- "Die ungewöhnliche Königstochter", Uraufführung 1980 Kleist-Theater Frankfurt (Oder)
- "Hermann oder einesteils Vernunft", Uraufführung 1982 Kleist-Theater Frankfurt (Oder)
- "Die Frau da Draußen und der Mann", Uraufführung 1984 Leipziger Theater
- "Augenblicke im Tunnel" Uraufführung 1985 Kleist-Theater Frankfurt (Oder)
- "Die Brüder", Uraufführung 1988 Kleist-Theater Frankfurt (Oder)
- diverse unveröffentlichte Theaterstücke (z. B. die Kohlhaas-Bearbeitung "Im Niemandshaus")

Romane, Erzählungen
- "Die vergessene Einladung", 1989 Verlag Neues Leben
- "Das Schöpfwerk" erschienen 1990 als Fortsetzungsroman in der "Märkischen Oderzeitung"
- Die Erzählung "Mondscheinthell" erschien 1996 in der Anthologie "Abends nach 8" bei Reclam
- "Im Gehäuse", 2007 Verlag Die Furt